# Outarville
Outarville ist eine französische Gemeinde mit 1.343 Einwohnern (Stand: 1. Januar 2022) im Département Loiret in der Region Centre-Val de Loire. Sie gehört zum Arrondissement Pithiviers und zum Kanton Pithiviers. Die Einwohner werden Outarvillois genannt.

## Geographie
Die Gemeinde Outarville liegt im Südosten der waldlosen Landschaft Beauce an der Grenze zum Département Eure-et-Loir, 17 Kilometer westlich von Pithiviers und etwa 35 Kilometer nordnordöstlich von Orléans. Umgeben wird Outarville von den Nachbargemeinden Erceville im Norden, Autruy-sur-Juine im Nordosten, Charmont-en-Beauce im Nordosten und Osten, Léouville im Osten, Greneville-en-Beauce im Südosten, Bazoches-les-Gallerandes im Süden, Chaussy im Süden und Südwesten, Toury im Südwesten und Westen, Oinville-Saint-Liphard im Westen sowie Boisseaux im Nordwesten.

## Bevölkerungsentwicklung
| Jahr                       | 1962 | 1968 | 1975 | 1982 | 1990 | 1999 | 2006 | 2016 | 2022 |
| Einwohner                  | 421  | 443  | 1268 | 1371 | 1305 | 1441 | 1458 | 1347 | 1343 |
| Quellen: Cassini und INSEE |      |      |      |      |      |      |      |      |      |

## Sehenswürdigkeiten
- Kirche Saint-Laurent aus dem 17. Jahrhundert
- Kirche Saint-Aignan
- Kirche Saint-Pierre et Saint-Sébastien im Ortsteil Allainville-en-Beauce
- Kirche Saint-Pierre-ès-Liens im Ortsteil Saint-Péravy
- Kirche Saint-Aignan im Ortsteil Teillay-le-Gaudin
- Kirche Saint-Maur im Ortsteil Faronville
- vier Wassertürme

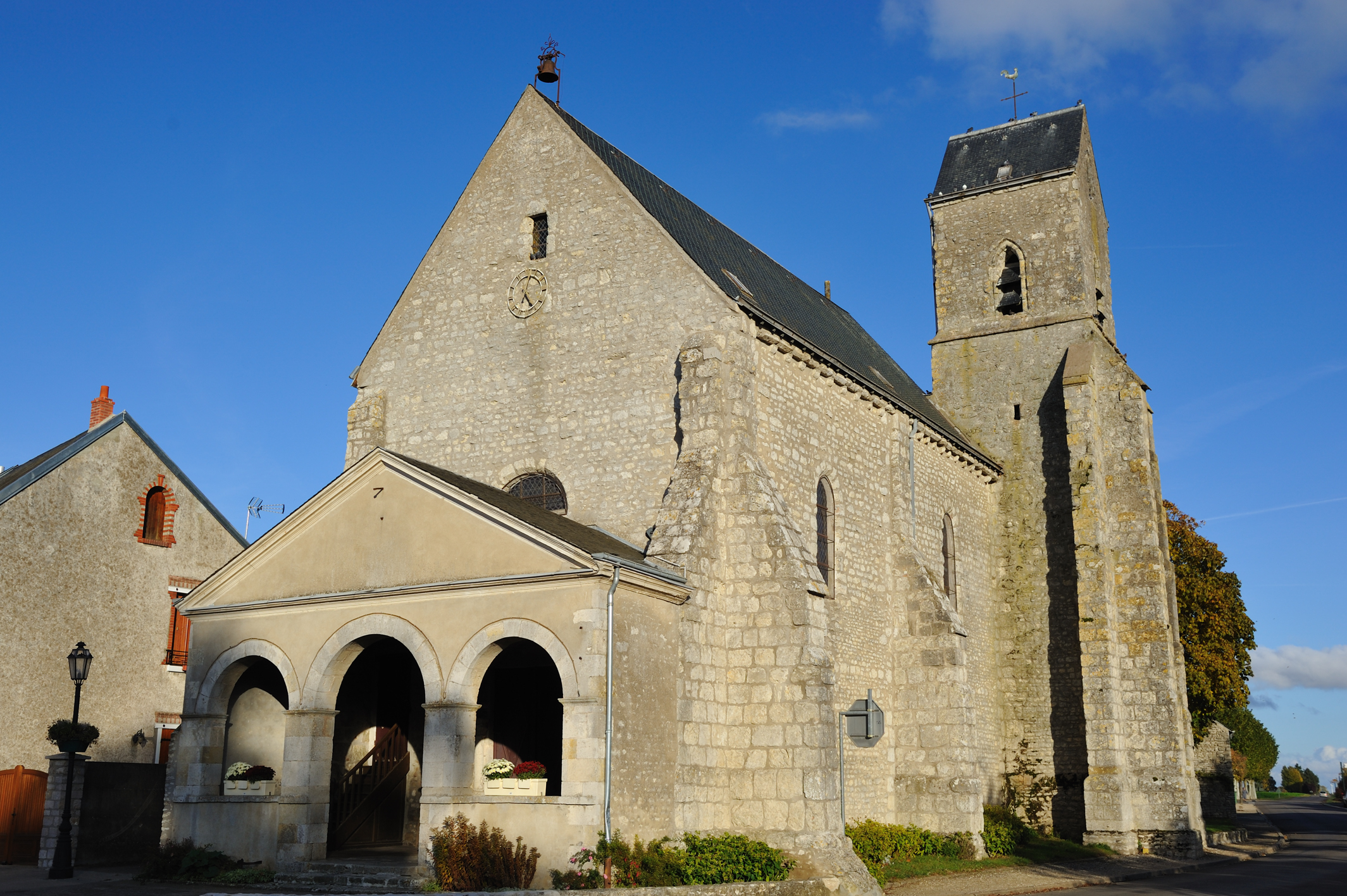
Kirche Saint-Laurent
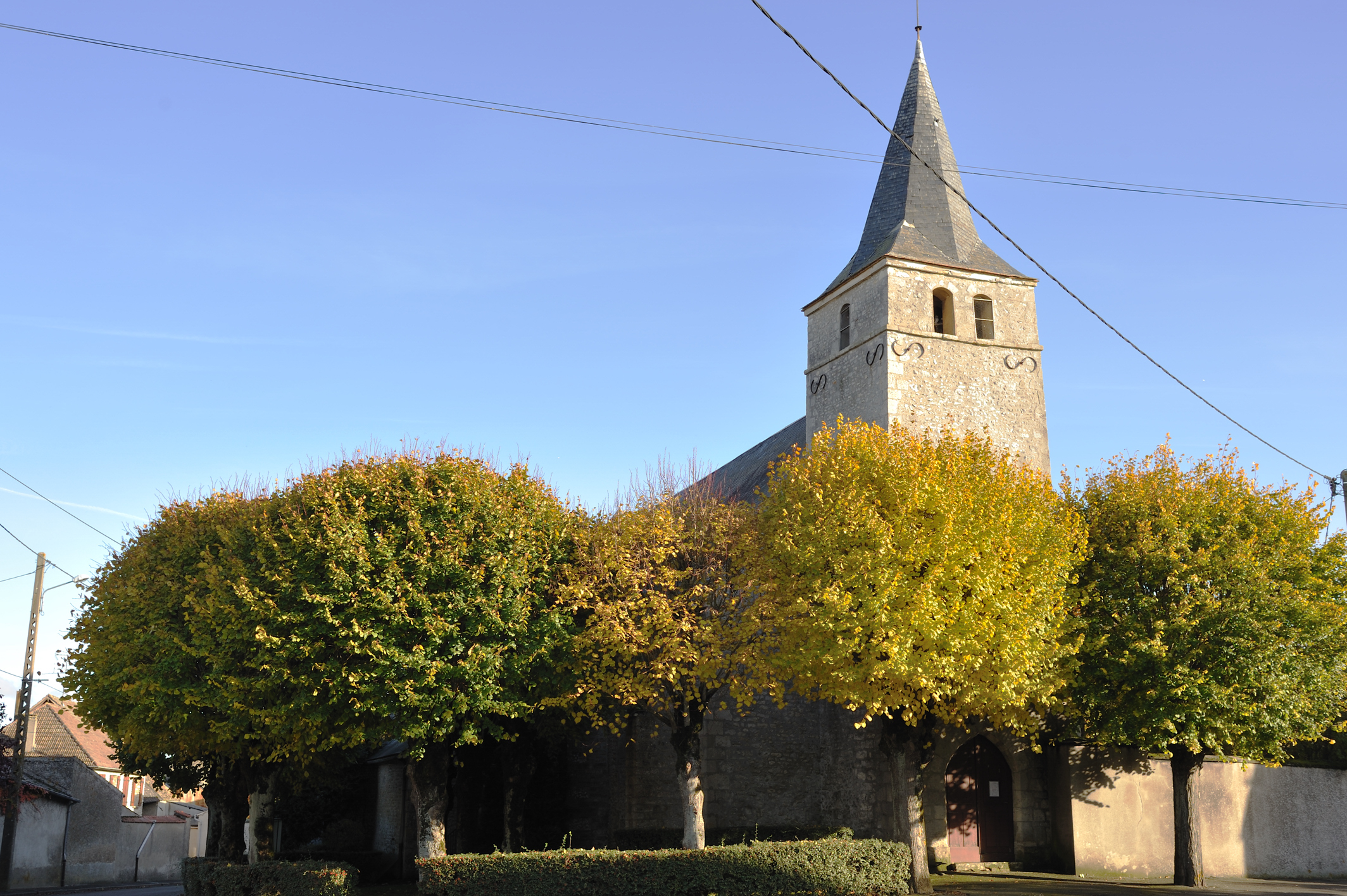
Kirche Saint-Pierre et Saint-Sébastien
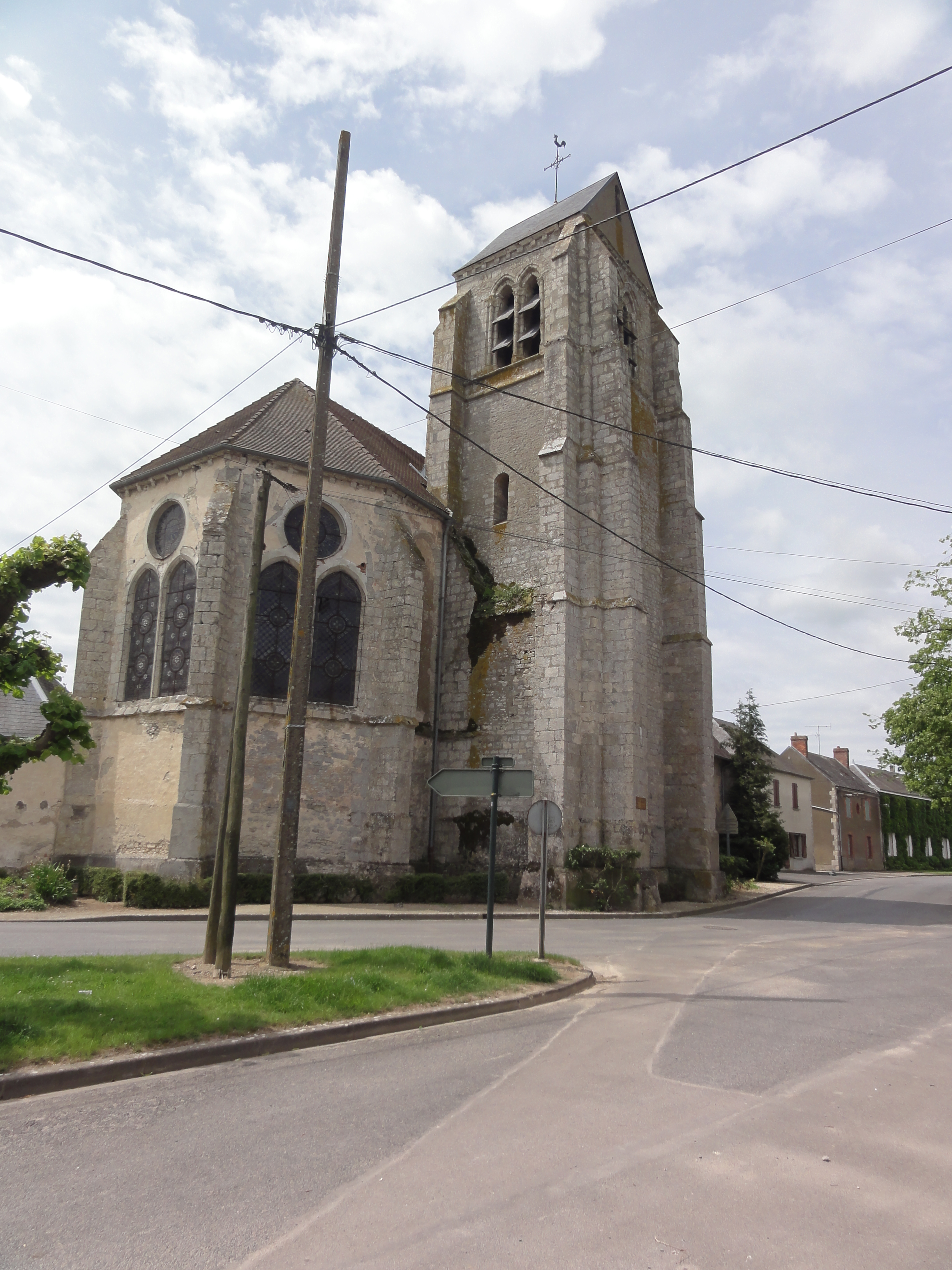
Kirche Saint-Pierre-és-Liens
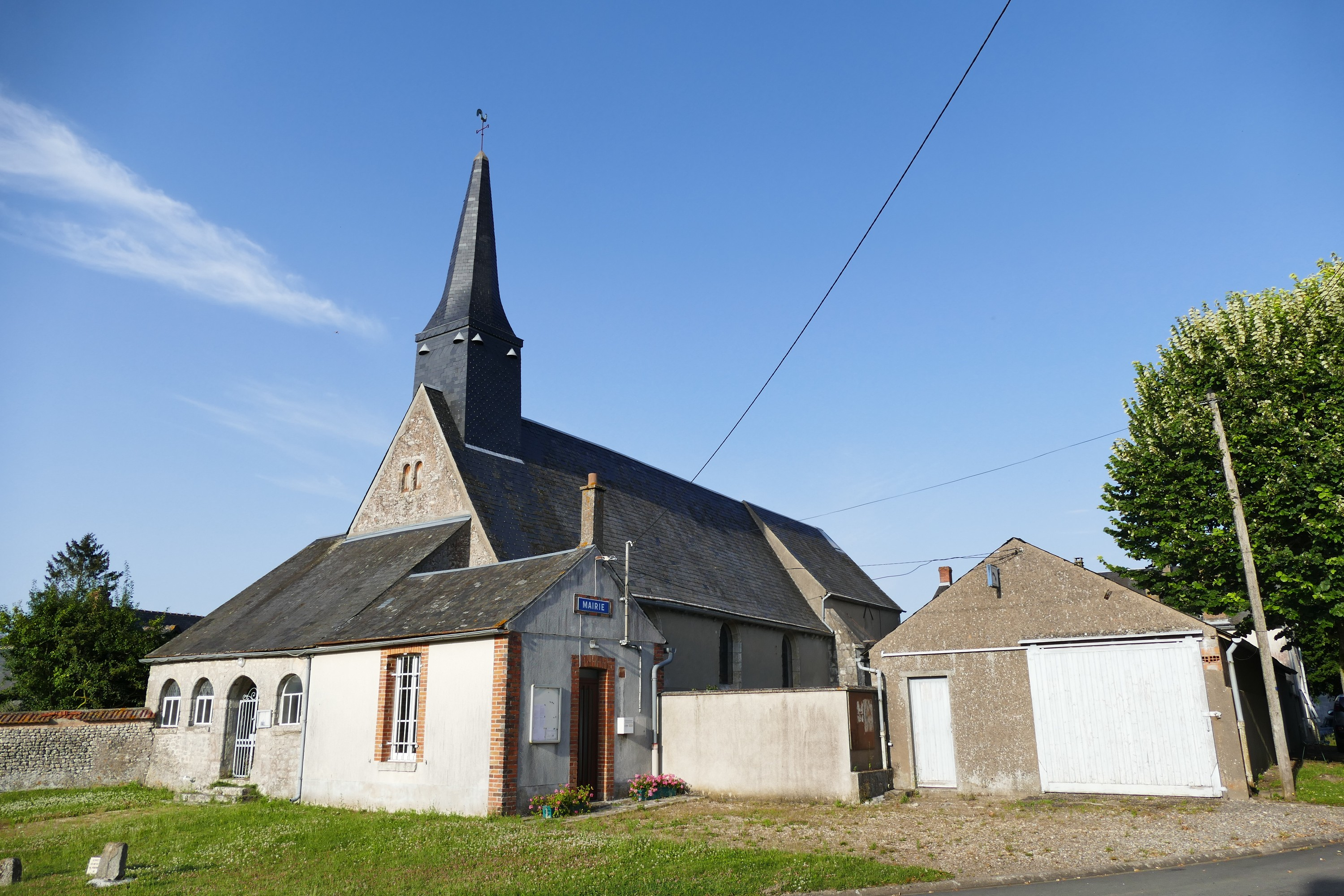
Kirche Saint-Aignan im Ortsteil Teillay-le-Gaudin

## Persönlichkeiten
- Octave Houdas (1840–1916), Orientalist